# Acras

Mapa de algunas de las ciudades de Sicilia en la Antigüedad. Acras estaba ubicada en el sureste de la isla.

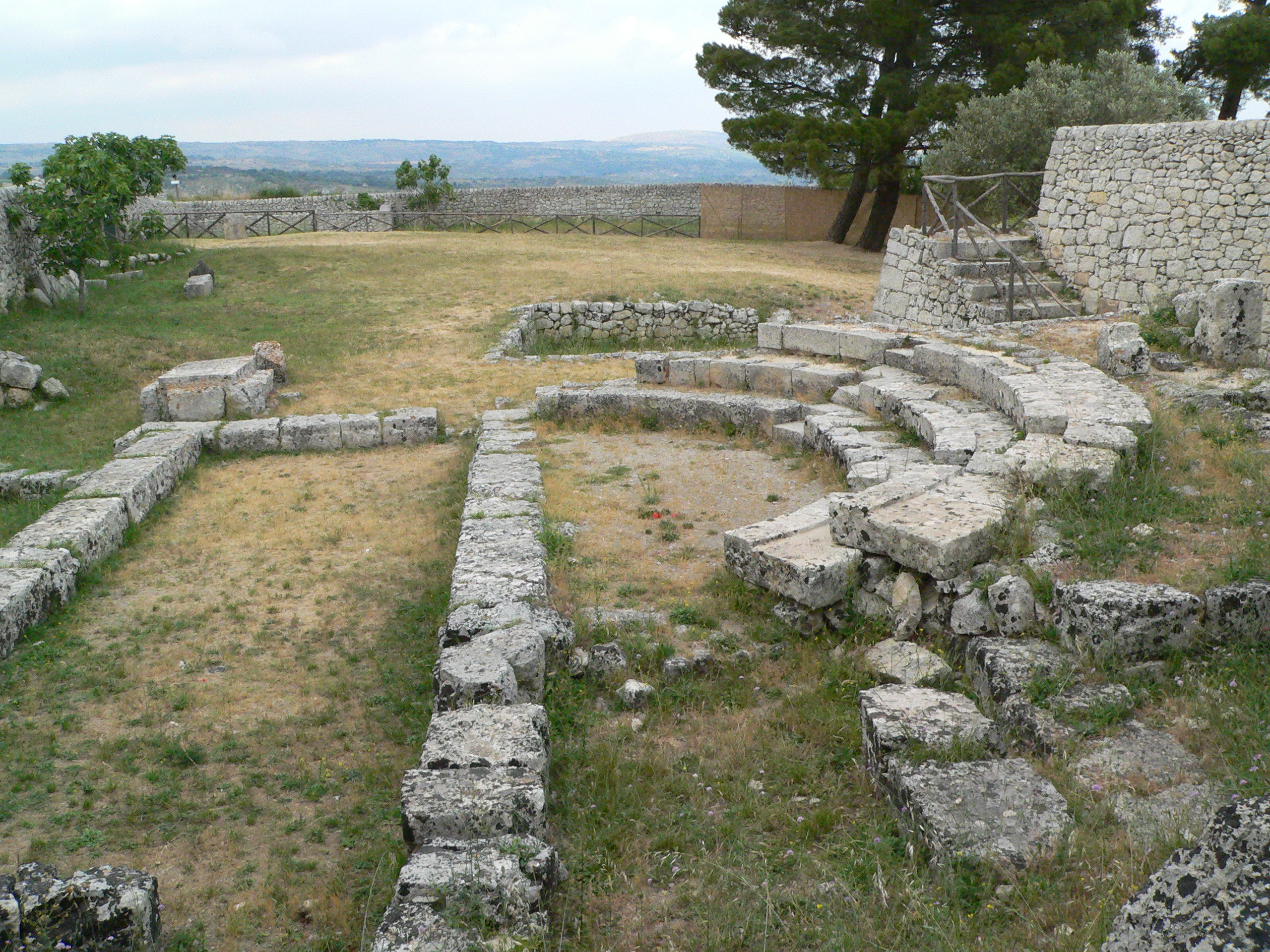
Restos del bouleterión de Acras.

Acras (en griego, Ἄκραι), cerca de la actual Palazzolo Acreide, fue una colonia fundada en Sicilia en el 664-663 a. C. por Siracusa.
Construida en la cima de una colina, Acras era difícilmente atacable y a la vez constituía un punto ideal para vigilar su territorio circundante. Gracias a la importancia de su posición estratégica, la ciudad se desarrolló hasta alcanzar el máximo esplendor bajo el reinado de Hierón II (275 a. C.-215 a. C.).
En el 211 a. C., después de la conquista de Siracusa, pasó a formar parte de la provincia romana.
La ciudadela fue destruida por los árabes en el 827. Con el tiempo sus restos fueron recubiertos de nuevos estratos de tierra y se perdió el recuerdo de Acras.
La primera excavación arqueológica en el sitio de Acras fue en la primera parte del siglo XIX, y obra de Gabriele Iudica, que la describe en el libro Le antichità di Acre publicado en 1819.